# گوویندا
گوویند آرون آهوجا (انگلیسی: Govind Arun Ahuja؛ زادهٔ ۲۱ دسامبر ۱۹۶۳) معروف به گوویندا، بازیگر، کمدین، رقصندهٔ و سیاستمدار سابق هندی است که بابت فعالیت در فیلم‌های هندی‌زبان شناخته شده‌است. او بابت نقش‌آفرینی در سبک بزن‌بکوب و مهارت‌های رقصش معروف است. او ۱۲ بار نامزد دریافت جایزه فیلم‌فیر شده‌است و دو جایزهٔ ویژهٔ فیلم‌فیر دریافت کرده‌است. اولین فیلم او اتهام در سال ۱۹۸۶ بود و از آن زمان تاکنون در بیش از ۱۶۵ فیلم هندی ظاهر شده‌است. در ژوئن ۱۹۹۹، او به‌عنوان دهمین ستاره بزرگ تئاتر یا سینما در هزار سال گذشته از سوی نظرسنجی بی‌بی‌سی نیوز آنلاین انتخاب شد.

## زندگی‌نامه
او فارغ‌التحصیل کالج اناصاحب وارتاک در منطقه واسای ماهاراشتادر رشته بازرگانی است. پدر گویندا در بالیوود مشغول به کار بود و به پیشنهاد او وارد سینمای هند شد. گوویندا که آن روزها فیلم دیسکو دنسر را دیده بود تصمیم گرفت شانس خود را در حرکات موزون دنبال کند. او ساعت‌ها تمرین کرد و از خودش فیلم گرفت تا اینکه جذب دنیای تبلیغات شد و به سمت بازیگری رفت.
اولین نقش را هم در فیلمی با عنوان tan badan در سال ۱۹۸۶ ایفا کرد که عمویش اناند کارگردان آن بود. در ژوئن ۱۹۸۵ هم در فیلم Love 86 به اجرای نقش پرداخت و تا نیمه ژوئیه همان سال در ۴ فیلم دیگر جای گرفت.
اولین فیلمی که از او اکران شد Ilzam نام داشت که در فروش گیشه بالایی داشت و پنجمین فیلم موفق سال شد. همان فیلم او را به عنوان یک هنرمند در عرصه حرکات موزون تثبیت کرد. فیلم‌های بعدی او نیز مانند رشته‌ای موفق پشت سر هم اکران شدند. بیشتر فیلم‌هایی که در دهه ۸۰ بازی کرد، اکشن بودند یا به سبک رومانس یا درام ساخته شدند. در عمده آن‌ها نقش مقابل وی را نیلام بازی کرد که تعدادی از کارهای مشترک آن‌ها مانند عشق ۸۶.. خودخواه… قل بودند که آخرین آن‌ها را برادرش کرتی کومار ساخته بود و بسیار هم موفق شدند. گوویندا موفقیت در سبک درام را با فیلم‌هایی مانند درالش دل و با افتخار زندگی می‌کنیم تجربه کرد و در سال ۱۹۸۹ برای اولین بار با دیوید داوان همکاری کرد که نتیجه اش فیلم موفق و اکشن Tagatwaar شد. او همچنین در سال ۱۹۸۹ در موفقترین فیلم سال یعنی Gair Ghanooni در مقابل سردیوی به ایفای نقش پرداخت.
لقب سلطان کمدی واقعاً برازنده و لایق گوویندا است، چرا که او یکی از برترین و بهترین بازیگران در آثار کمدی بالیوود بوده‌است و شاید مانند او هرگز تکرار نشود. در تاریخ بالیوود بازیگرهای زیادی در عرصه کمدی ایفای نقش کرده‌اند. می‌توان از محمود در سالهای دور سینمای هند آغاز و به بازیگرانی چون پارش راوال جانی لور سلمان خان امیتاب بچن و دیگران اشاره کرد، ولی در میان آن‌ها شاید نام گوویندا باشد که همواره به عنوان یک بازیگر شاخص در آثار طنز درخشیده‌است. او در طول دوران کاری خود حدود ۱۵۰ فیلم داشته‌است که بیشتر آن‌ها در ژانر طنز بوده‌است. گوویندا نوع خاصی از بازی را دارد. دیوید داوان فیلمساز برجسته آثار کمدی بالیوود می‌گوید «گوویندا آنقدر راحت و شاد بازی می‌کند که شما به راحتی می‌توانید با او ارتباط برقرار کنید. او با تمام وجودش بازی می‌کند و می‌داند که بیننده از او چه می‌خواهد. گاهی هنگام کار با او حس می‌کنم که او برای خودش و در دنیای خودش بازی می‌کند و سعی می‌کنم همان حس را فیلمبرداری کنم.»

## فیلم‌شناسی
| سال  | نام فیلم                                       | نقش                                    | بازیگر نقش مقابل                                 | جوایز و افتخارات |
| ---- | ---------------------------------------------- | -------------------------------------- | ------------------------------------------------ | --- |
| ۱۹۸۶ | عشق ۸۶                                         | ویکی                                   | نیلم کوتهاریفرح‌                                  | |
| ۱۹۸۶ | اتهام                                          | آجی                                    | نیلم کوتهاریفرح‌                                  | |
| ۱۹۸۶ | Sadaa Suhagan                                  | راوی مالهوترا                          | ریکا                                             | |
| ۱۹۸۶ | Duty                                           | بازرس گوویند                           | آنورادها پاتل                                    | |
| ۱۹۸۷ | زورگیری                                        | سورج                                   | پادمینی کولاپوریراتی آگنیهوتری                   | |
| ۱۹۸۷ | عاشق شو ببین                                   | راوی کومار                             | مانداکینی                                        | |
| ۱۹۸۷ | خون من                                         | گوویندا کومار                          | کیمی کاتکار                                      | |
| ۱۹۸۷ | تا زمان مرگ                                    | جی                                     | فرح                                              | |
| ۱۹۸۷ | خودخواه                                        | کومار ساکسنا                           | نیلم کوتهاریآمریتا سینگ                          | |
| ۱۹۸۷ | شنگرفی                                         | راوی خانا                              | نیلم کوتهاریجایا پرادا                           | |
| ۱۹۸۸ | Shiv Shakti                                    | شاکتی                                  | کیمی کاتکارآنیتا راج                             | |
| ۱۹۸۸ | دریا دل                                        | راوی کومار                             | کیمی کاتکارروشینی                                | |
| ۱۹۸۸ | Ghar Mein Ram Gali Mein Shyam                  | امر                                    | نیلم کوتهاری                                     | |
| ۱۹۸۸ | Pyaar Mohabbat                                 | راجیو لال                              | مانداکینی                                        | |
| ۱۹۸۸ | قتل                                            | ساگار                                  | نیلم کوتهاری                                     | |
| ۱۹۸۸ | Ghar Ghar Ki Kahani                            | امر دانراج                             | فرحجایا پردا                                     | |
| ۱۹۸۸ | Tohfa Mohabbat Ka                              | وینای                                  | کیمی کاتکار                                      | |
| ۱۹۸۸ | با عزت زندگی می‌کنیم                            | اقبال علی                              | مانداکینیویجایتا پاندیت                          | |
| ۱۹۸۸ | Halaal Ki Kamai                                | شنکر                                   | فرح                                              | |
| ۱۹۸۸ | سوزاندن گناه و پاک‌کردن آن                      | دیپاک مالهوترا                         | آنیتا راجفرح                                     | |
| ۱۹۸۹ | قدرت حقیقت                                     | ساگار سینگ                             | آمریتا سینگسونام خان                             | |
| ۱۹۸۹ | دوست بیچارگان                                  | ویجی/برکت علی                          | نیلم کوتهاری                                     | |
| ۱۹۸۹ | دو زندانی                                      | کانو                                   | نیلم کوتهاریفرح                                  | |
| ۱۹۸۹ | از آسمان بلندتر                                | بازرس ویکرام مالیک                     | آنیتا راجسونام خان                               | |
| ۱۹۸۹ | Farz Ki Jung                                   | ویشال                                  | نیلم کوتهاری                                     | |
| ۱۹۸۹ | غیرقانونی                                      | اوم نارایان                            | سری دویکیمی کاتکار                               | |
| ۱۹۸۹ | بیلو پادشاه                                    | ویجی                                   | نیلم کوتهاریآنیتا راجآرچانا جوگلکار              | |
| ۱۹۸۹ | Jaisi Karni Waisi Bharnii                      | راوی ورما                              | کیمی کاتکار                                      | |
| ۱۹۸۹ | پرطاقت                                         | جان دی ملو                             | نیلم کوتهاریآنیتا راج                            | |
| ۱۹۸۹ | Jung Baaz                                      | آرجون شریواستاو                        | مانداکینی                                        | |
| ۱۹۸۹ | Gharana                                        | راوی مهرا                              | جایا پرادامیناکشی سشادرینیلم کوتهاری             | |
| ۱۹۸۹ | جنتلمن                                         | هری/اوم                                | آنورادها پاتل                                    | |
| ۱۹۸۹ | پایان گناه                                     | بازرس آرجون                            | مادهوری دیکشیت                                   | |
| ۱۹۸۹ | Aakhri Baazi                                   | رام کومار                              | مانداکینیسونام خان                               | |
| ۱۹۹۰ | جنگ بزرگ                                       | آرجون                                  | مادهوری دیکشیتسونو والیا                         | |
| ۱۹۹۰ | نمایشنامه سرنوشت                               | ساتیا                                  | کیمی کاتکارمانداکینی                             | |
| ۱۹۹۰ | آوارگی                                         | دیرندرا کومار                          | میناکشی سشادری                                   | |
| ۱۹۹۰ | Naya Khoon                                     | آناند                                  | مانداکینی                                        | |
| ۱۹۹۰ | عزت‌دار                                         | ویجی                                   | مادهوری دیکشیت                                   | |
| ۱۹۹۰ | گلستان                                         | کریشنا                                 | جوهی چاولامادهوینینا گوپتا                       | |
| ۱۹۹۰ | کالی گنگا                                      | گوویندا                                | دیمپل کاپادیاآنورادها پاتل                       | |
| ۱۹۹۰ | آتش بی‌حرمتی                                    | ویکی                                   | سونام خان                                        | |
| ۱۹۹۰ | Paap Ke Dushman                                | ویجی                                   | نیلم کوتهاری                                     | |
| ۱۹۹۱ | ما                                             | ویجی مالهوترا                          | کیمی کامکاردیپا ساهیشیلپا شیرودکار               | |
| ۱۹۹۱ | Karz Chukana Hai                               | راوی ماتهور                            | جوهی چاولا                                       | |
| ۱۹۹۱ | Kaun Kare Kurbanie                             | آجیت مونا سینگ                         | آنیتا راج                                        | |
| ۱۹۹۱ | زن داداش                                       | امر                                    | جوهی چاولابهانوپریا                              | |
| ۱۹۹۱ | Raiszaada                                      | سانجی                                  | سونام خان                                        | |
| ۱۹۹۲ | شعله و شبنم                                    | کاران                                  | دیویا بهرتی                                      | |
| ۱۹۹۲ | Jaan Se Pyaara                                 | بازرس جی/ساندار                        | دیویا بهرتی                                      | |
| ۱۹۹۲ | وصال رادا                                      | گوویندا/کمالنین                        | جوهی چاولا                                       | |
| ۱۹۹۲ | حکومت ظلم                                      | پراتاب کولی                            | کیمی کاتکارنینا گوپتاآمیتا نانگیا                | |
| ۱۹۹۲ | Naach Govinda Naach                            | گوویندا                                | مانداکینی                                        | |
| ۱۹۹۲ | Baaz                                           | دوا                                    | سونام خان                                        | |
| ۱۹۹۳ | چشم‌ها                                          | بونو/شنکر                              | ریتو شیوپوریراگشواریشیلپا شیرودکار               | نامزد جایزه فیلم فیر برای بهترین بازیگر مرد                                                                                   |
| ۱۹۹۳ | انتظار                                         | راجا کومار                             | شیلپا شیرودکار                                   | |
| ۱۹۹۳ | مقابله                                         | افسر پلیس سورج                         | کاریشما کاپورفرح                                 | |
| ۱۹۹۳ | حساب زخم‌ها                                     | سورج                                   | فرح                                              | |
| ۱۹۹۳ | انسان اسباب‌بازی است                            | شاراد ورما                             | میناکشی سشادری                                   | |
| ۱۹۹۳ | خوش‌شانس                                        | بازرس پلیس امر                         | جوهی چاولا                                       | |
| ۱۹۹۳ | Teri Payal Mere Geet                           | پرم                                    | میناکشی سشادری                                   | |
| ۱۹۹۴ | راجا بابو                                      | راجا سینگ                              | کاریشما کاپور                                    | |
| ۱۹۹۴ | عزیز دل                                        | راجا                                   | کاریشما کاپور                                    | |
| ۱۹۹۴ | قدرت عشق                                       | گانگا/کریشنا                           | کاریشما کاپور                                    | |
| ۱۹۹۴ | غدار                                           | بازرس پلیس سیدانت سوری                 | کاریشما کاپور                                    | |
| ۱۹۹۴ | یک راجا و رانی                                 | ساگار                                  | عایشا جولکاآشوینی بیهیو                          | |
| ۱۹۹۴ | آتش                                            | راجو/بیرجو                             | سونالی بندرهشیلپا شتی                            | |
| ۱۹۹۴ | برهما                                          | سورج                                   | مادهوعایشا جولکا                                 | |
| ۱۹۹۴ | فرزند پسر باید اینطور باشد                     | راجو                                   | وارشا اوسگااونکار                                | |
| ۱۹۹۴ | هر کسی سبک خود را دارد                         | خودش                                   |                                                  | حضور افتخاری |
| ۱۹۹۵ | اعتصاب                                         | آنیکت                                  | سومی علیمامتا کولکارنی                           | |
| ۱۹۹۵ | دستبند                                         | سورج/راجنی                             | مادهوشیلپا شتی                                   | |
| ۱۹۹۵ | قسمت                                           | آجی                                    | مامتا کولکارنی                                   | |
| ۱۹۹۵ | باربر درجه ۱                                   | راجو                                   | کاریشما کاپور                                    | نامزد جایزه فیلم فیر برای بهترین بازیگر مرد - برنده جایزه ویژه فیلم فیر                                                       |
| ۱۹۹۵ | Rock Dancer                                    | خودش                                   |                                                  | حضور افتخاری |
| ۱۹۹۵ | قمارباز                                        | بازرس دایاشانکار پاندی                 | شیلپا شتی                                        | |
| ۱۹۹۶ | با توانایی‌های خودم                             | راج خانا                               |                                                  | حضور افتخاری |
| ۱۹۹۶ | عزیزم بریم خونه بابام                          | شیامسوندار گوپتا                       | کاریشما کاپورتابو                                | نامزد جایزه فیلم فیر برای بهترین بازیگر مرد                                                                                   |
| ۱۹۹۶ | Maahir                                         | افسر پلیس شانکار/بیهولا                | فرح                                              | |
| ۱۹۹۶ | Zordaar                                        | راوی                                   | مانداکینینیلم کوتهاری                            | |
| ۱۹۹۶ | دولت کوچک                                      | امر ساکسنا/روهیت                       | شیلپا شتیدیویا دوتا                              | |
| ۱۹۹۷ | قهرمان شماره ۱                                 | راجو مالهوترا                          | کاریشما کاپور                                    | |
| ۱۹۹۷ | Agnichakra                                     | امر                                    | دیمپل کاپادیا                                    | |
| ۱۹۹۷ | آقای بنارسی                                    | گوپی                                   | رامیا کریشنان                                    | |
| ۱۹۹۷ | دو چشم و دوازده دست                            | ساگار                                  | روپالی گانگولی                                   | |
| ۱۹۹۷ | آهن                                            | خودش                                   |                                                  | حضور افتخاری |
| ۱۹۹۷ | دیوانه مستانه                                  | بونو                                   | جوهی چاولا                                       | نامزد جایزه فیلم فیر برای بهترین بازیگر مرد                                                                                   |
| ۱۹۹۷ | Naseeb                                         | کریشنا پراساد                          | مامتا کولکارنی                                   | |
|      | Kaun Rokega Mujhe                              | بازرس اقبال                            | ناگما                                            | |
| ۱۹۹۸ | خاله شماره یک                                  | گوپی/رانجیت سگال                       | راوینا تاندون                                    | |
| ۱۹۹۸ | ناگهان                                         | آرجون ناندا                            | مانیشا کویرالافرح                                | |
| ۱۹۹۸ | راجا داماد می‌شود                               | رانجیت                                 | راوینا تاندون                                    | |
| ۱۹۹۸ | مهاراجه                                        | ‌پرنس کوهینور کاران                     | مانیشا کویرالا                                   | |
| ۱۹۹۸ | آقای بزرگ آقای کوچک                            | سونیل نیگام/بازرس پیار موهان بهارگاوا  | راوینا تاندونرامیا کریشنان                       | نامزد جایزه فیلم فیر برای بهترین بازیگر مرد                                                                                   |
| ۱۹۹۸ | مردی غریب                                      | راجو پارداسی                           | شیلپا شتیراوینا تاندون                           | |
| ۱۹۹۹ | هالو شماره یک                                  | راهول دانراج ساکسنا/راجا دانراج ساکسنا | راوینا تاندونسیمران                              | |
| ۱۹۹۹ | راجاجی                                         | راجاجی                                 | راوینا تاندوندیویا دوتا                          | |
| ۱۹۹۹ | خانم خوشگله قبول میکنه                         | مونو                                   | کاریشما کاپورپوجا باترا                          | برنده جایزه فیلم فیر برای بهترین بازیگر کمدی - نامزد جایزه بین المللی فیلم هند برای بهترین بازیگر مرد                         |
| ۱۹۹۹ | من برای تو می‌میرم                              | راهول کومار                            | اورمیلا ماتوندکاردیمپل کاپادیا                   | |
| ۲۰۰۰ | شورش را درآوردی                                | راج مالهوترا (راجو)                    | رانی موکرجی                                      | |
| ۲۰۰۰ | نوکر همسر                                      | راجا                                   | توینکل خانا                                      | |
| ۲۰۰۰ | مرد مجرد                                       | راجو ساچدوا                            | اورمیلا ماتوندکارناگما                           | نامزد جایزه فیلم فیر برای بهترین بازیگر نقش کمدی                                                                              |
| ۲۰۰۰ | شکارچی                                         | اوم شریواستاو/ماهندرا پراتاب سینگهانیا | کاریشما کاپورتابو                                | نامزد جایزه فیلم فیر برای بهترین بازیگر نقش منفی                                                                              |
| ۲۰۰۰ | در کشوری که گنگا زندگی می‌کند                   | گنگا                                   | سونالی بندرهرینکی خانا                           | |
| ۲۰۰۰ | دختر شماره یک                                  | بهارات                                 | رمبها                                            | |
| ۲۰۰۱ | سانسور                                         | خودش                                   |                                                  | حضور افتخاری |
| ۲۰۰۱ | جودی شماره ۱                                   | ویرو/راجو کولی                         | توینکل خانامونیکا بدی                            | نامزد جایزه فیلم فیر برای بهترین بازیگر نقش کمدی - برنده جایزه بین المللی فیلم هند برای بهترین بازیگر نقش کمدی                |
| ۲۰۰۱ | منحصربه‌فرد                                     | تونی                                   | آیشواریا راینامراتا شیرودکار                     | |
| ۲۰۰۱ | دل دوباره به یاد آورد                          | پرم                                    | تابوپوجا باترا                                   | |
| ۲۰۰۱ | چون من دروغ نمی‌گویم                            | راج مالهوترا                           | سوشمیتا سنرمبها                                  | نامزد جایزه فیلم فیر برای بهترین بازیگر نقش کمدی                                                                              |
| ۲۰۰۱ | درآمد هست آنه مخارج یک روپیه                   | بهیشما                                 | جوهی چاولاتابوایشا کوپیکارکتکی داو               | |
| ۲۰۰۲ | عشق دیوانگی است                                | سوندر                                  | رانی موکرجی                                      | |
| ۲۰۰۲ | شلیک با چشم                                    | راج اوبروی/بابدیا دادا                 | راوینا تاندون                                    | نامزد جایزه فیلم فیر برای بهترین بازیگر نقش کمدی                                                                              |
| ۲۰۰۲ | وای! تو دیگه کی هستی                           | راج اوبروی/بازرس بانه خان              | راوینا تاندونپریتی جانگیانی                      | |
| ۲۰۰۲ | بریم عشق‌بازی کنیم                              | پاپو                                   | رانی موکرجی                                      | |
| ۲۰۰۳ | یک به‌علاوه یک میشه یازده                       | تارا                                   | آمریتا آروراناندینی سینگ                         | |
| ۲۰۰۳ | برادر راجا                                     | راجا سینگ‌                              | آرتی چهابریا                                     | |
| ۲۰۰۵ | داماد قلابی                                    | راجا خانا                              | پریتی زینتا                                      | |
| ۲۰۰۵ | شادی                                           | چاندراپراکاش شارما                     | پریتی جانگیانیآرتی چهابریا                       | |
| ۲۰۰۶ | ساندویچ                                        | شکار سینگ/ویکی چوپرا                   | راوینا تاندونماهیما چودریسویتا منون              | |
| ۲۰۰۶ | دویدن در پیرامون                               | بابلا                                  | لارا دوتاآمیتا نانجیا                            | |
| ۲۰۰۷ | سلام بر عشق                                    | راجو                                   | شانون اسرا                                       | |
|      | Jahan Jaaeyega Hamen Paaeyega                  | کاران/بابی سینگ/شر خان                 | ساکشی شیواناند                                   | |
|      | شریک                                           | بیهاسکر دیواکار چودهاری                | لارا دوتاکاترینا کایف                            | برنده جایزه بین المللی فیلم هند برای بهترین بازیگر نقش کمدی - نامزد جایزه بین المللی فیلم هند برای بهترین بازیگر نقش مکمل مرد |
|      | ام شنتی ام                                     | خودش                                   |                                                  | حضور افتخاری |
| ۲۰۰۸ | پول باشه یار هم میاد                           | بابی آرورا                             | هانیسکا موتوانیسلینا جایتلیآنتارا بیسواسکتکی داو | |
| ۲۰۰۹ | برو راهتو برو                                  | دیپاک                                  | ریما سنآمیتا نانجیا                              | |
| ۲۰۰۹ | شریک زندگی                                     | جیت اوبروی                             | جنلیا دی‌سوزاپراچی دسای                           | نامزد جایزه بین المللی فیلم هند برای بهترین بازیگر نقش کمدی                                                                   |
| ۲۰۰۹ | تحت تعقیب                                      | خودش                                   |                                                  | حضور افتخاری |
| ۲۰۰۹ | مزاحم نشو                                      | راج ساکسنا                             | لارا دوتاسوشمیتا سن                              | |
| ۲۰۱۰ | پلید                                           | سانجیوانی کومار                        | آیشواریا رایپریامانی                             | |
| ۲۰۱۱ | شیطان چهل‌ساله                                  | هارویندر سریواستاو                     | یوویکا چانداری                                   | |
|      | Loot                                           | پاندیت                                 | شويتا بهاردواجکیم شارما                          | |
| ۲۰۱۲ | سفر به دهلی                                    | صدا                                    |                                                  | انیمیشن |
| ۲۰۱۳ | من دیوانه‌ام                                    | بسنت کومار                             | پریانکا چوپرا                                    | |
| ۲۰۱۴ | تعطیلات: یک سرباز هرگز وظیفه خود را رها نمی‌کند | افسر کماندو پراتاب پانیکار             | چری مردیاآپوروا آرورا                            | |
| ۲۰۱۴ | دل رو بکش                                      | بیهایاجی                               | پرینیتی چوپرا                                    | |
| ۲۰۱۴ | پایان خوش                                      | آرمان مالیک                            | ایلیانا دی‌کروزمالکی کوچلین                       | |
| ۲۰۱۷ | قهرمان آمد                                     | راویندرا ورما                          | پونام پاندی                                      | |
| ۲۰۱۸ | FryDay                                         | گاگان کاپور                            | پرتبهلین ساندهودیگانگانا سوریاوانشی              | |
| ۲۰۱۹ | پادشاه رنگارنگ                                 | ویجندرا پراتاب سینگ                    | آرتی گوپتا                                       | |

## جوایز وی
- کاندید بهترین بازیگر نقش اول مرد برای فیلم shola aur shabnam 1992
- کاندید بهترین بازیگر نقش اول مرد برای فیلم Aankhen 1993
- کاندید بهترین بازیگر نقش اول مرد برای فیلم collie no.1 1995
- کاندید بهترین بازیگر نقش اول مرد برای فیلم Deewana Mastana 1997
- جایزه بهترین نقش کمدی از فستیوال Lux Zee در سال ۱۹۹۸ برای فیلم(شاه داماد) Dulhe Raja
- جایزه بهترین نقش کمدی در سال ۱۹۹۹ برای فیلم (خوشگله قبول میکنه) Haseena Maan Jaayegi

همچنین در یک نظر سنجی که در سال ۲۰۰۰ انجام شد او دهمین ستاره تاریخ هندوستان لقب گرفت.
- برنده جایزه بهترین بازیگر نقش اول مرد در یک نقش کمدی برای فیلم Partner 2007